# Burg Asbach
Die Burg Asbach ist eine abgegangene Wasserburg bei dem Dorf Asbach, das heute zur Gemeinde Obrigheim gehört, im Neckar-Odenwald-Kreis in Baden-Württemberg.

## Geografische Lage
Die Wasserburg, gespeist vom Wasser des Asbachs, stand südlich der Ortskirche im Gewann Burggärten, wo heute Schrebergärten liegen.

## Geschichte
Die Burg war im 14. Jahrhundert als Lehen des Bistums Speyer im Besitz der Herren von Helmstatt. 1440 mussten nach einer Fehde die Helmstatter auf das Lehen verzichten und die Burg wurde zum offenen Haus. Danach erhielten zwei Söhne des Kurfürsten Friedrich I. von der Pfalz Burg und Dorf als Lehen und im 16. Jahrhundert Wilhelm von Habern, der auch im Besitz der Minneburg über dem Neckar war.
Nach Einzug des Lehens verfiel die Burg und wurde vermutlich im Dreißigjährigen Krieg zerstört. Laut der Ortschronik wird vermutet, dass die Burg bereits zwischen 1554 und 1556 abbrannte.
Von der ehemaligen Burganlage, von der noch im 19. Jahrhundert Ruinenreste zu sehen gewesen sein sollten, ist heute nichts mehr erhalten.